# Ghiacciaio di Triolet
Il ghiacciaio di Triolet (pron. fr. AFI: [tʁijɔlɛ]; in francese, Glacier du Triolet) si trova sul versante italiano del massiccio del Monte Bianco.

## Caratteristiche

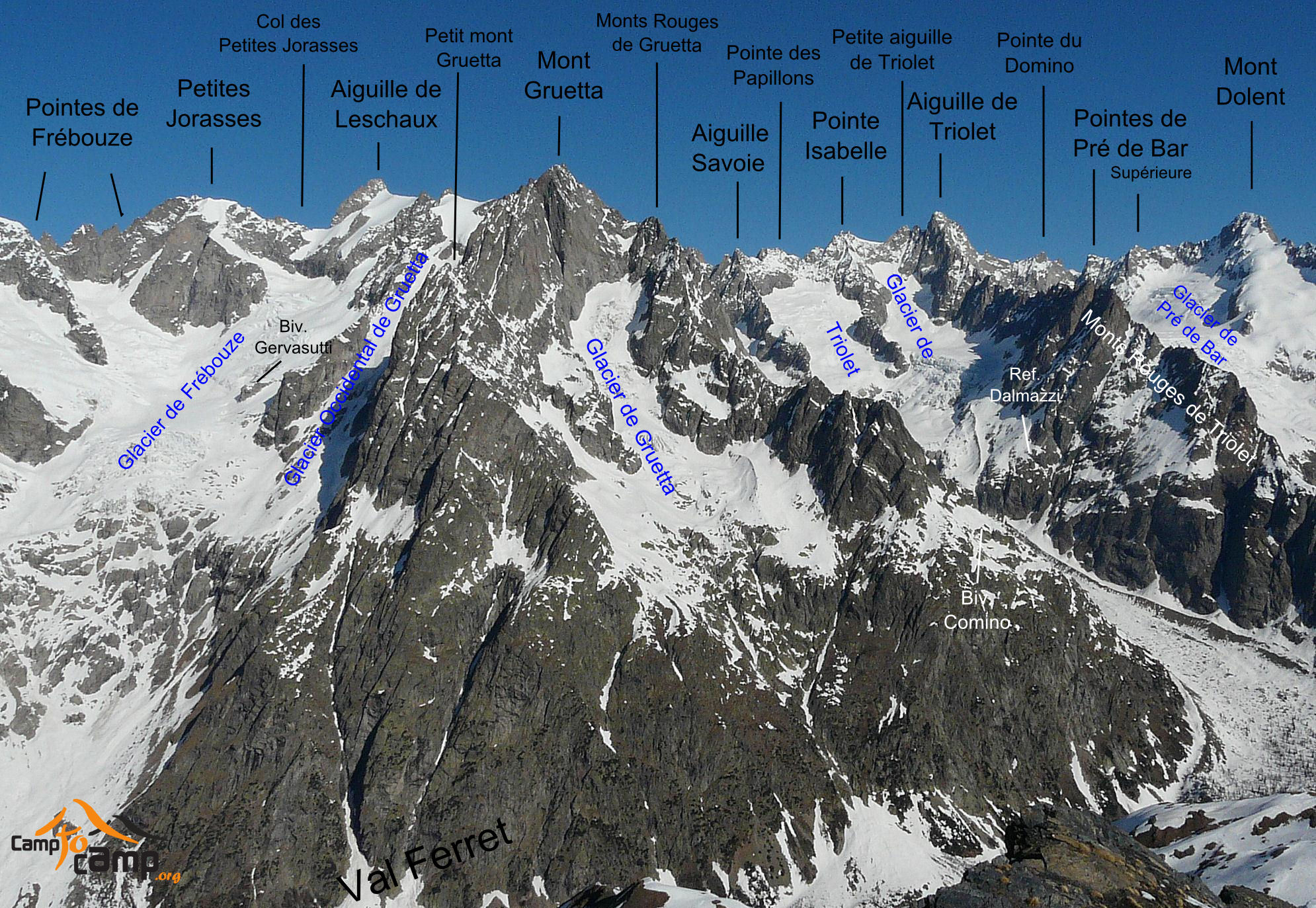
Panorama della destra orografica della val Ferret con indicazione di ghiacciai e di vette.

Il ghiacciaio si trova sulla destra orografica della val Ferret tra il bacino del ghiacciaio di Frebouze e quello del ghiacciaio di Pré de Bar.
È contornato da imponenti montagne del massiccio del Monte Bianco quali: aiguille de Triolet (3.874 m), aiguille de Talèfre (3.730 m), mont Greuvetta (3.684 m), aiguille Savoie (3.604 m), monts rouges de Triolet (3.435 m).